# Eutíquio Carlos de Carvalho Gama
Eutíquio Carlos de Carvalho Gama (1835 — 1892) foi um político brasileiro.
Filho do Major Azarias Gama, foi 1.º vice-presidente da província de Alagoas, de 6 de julho a 3 de setembro de 1882, de 6 a 11 de dezembro de 1882, 26 de abril a 25 de agosto de 1883 e de 3 de setembro a 11 de setembro de 1884.